# Relikwie

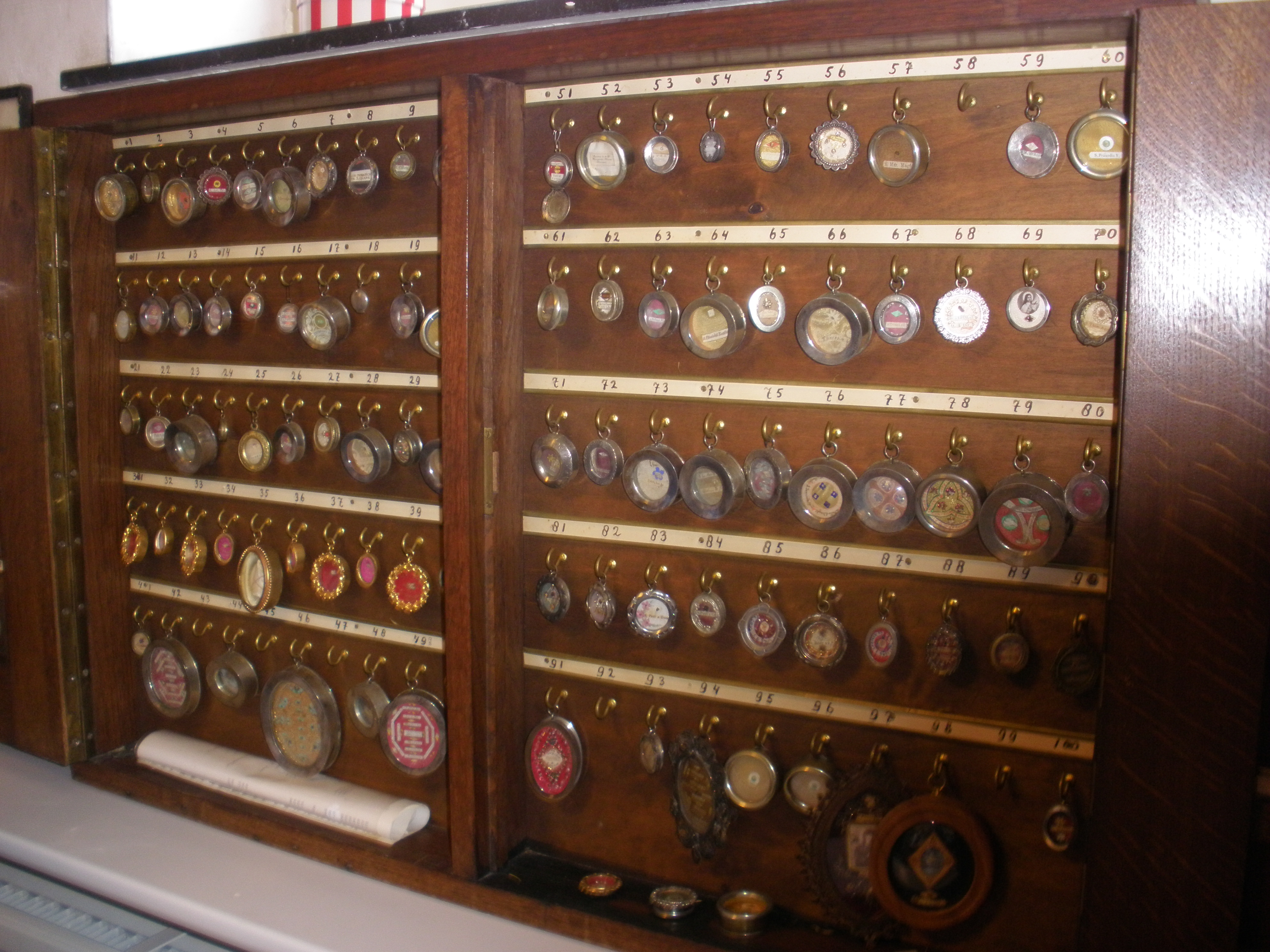
Een kast met kleine reliekhouders in het Klooster Sint-Gabriël in Hekendorp

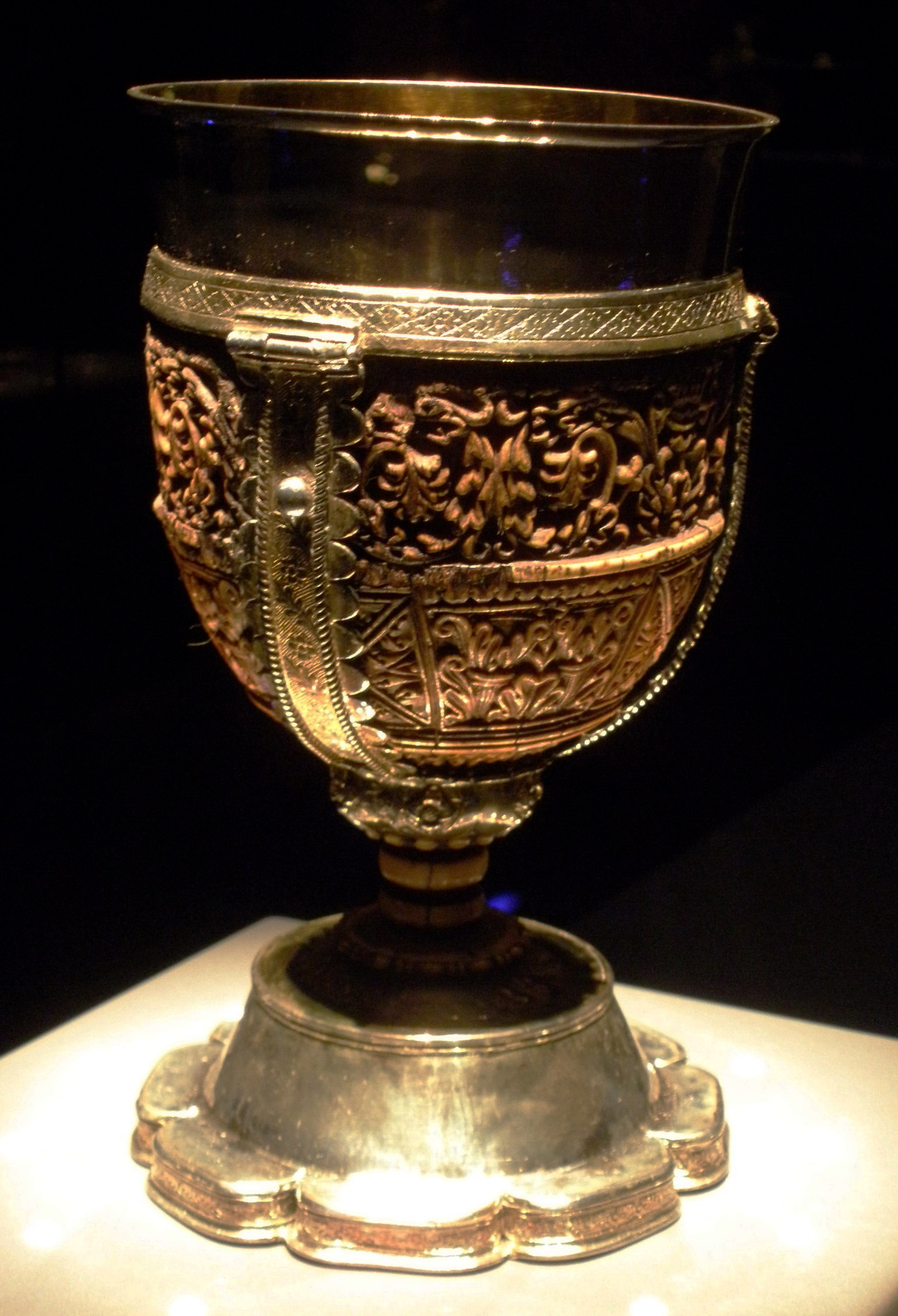
Lebuïnuskelk (Museum Catharijneconvent, Utrecht)

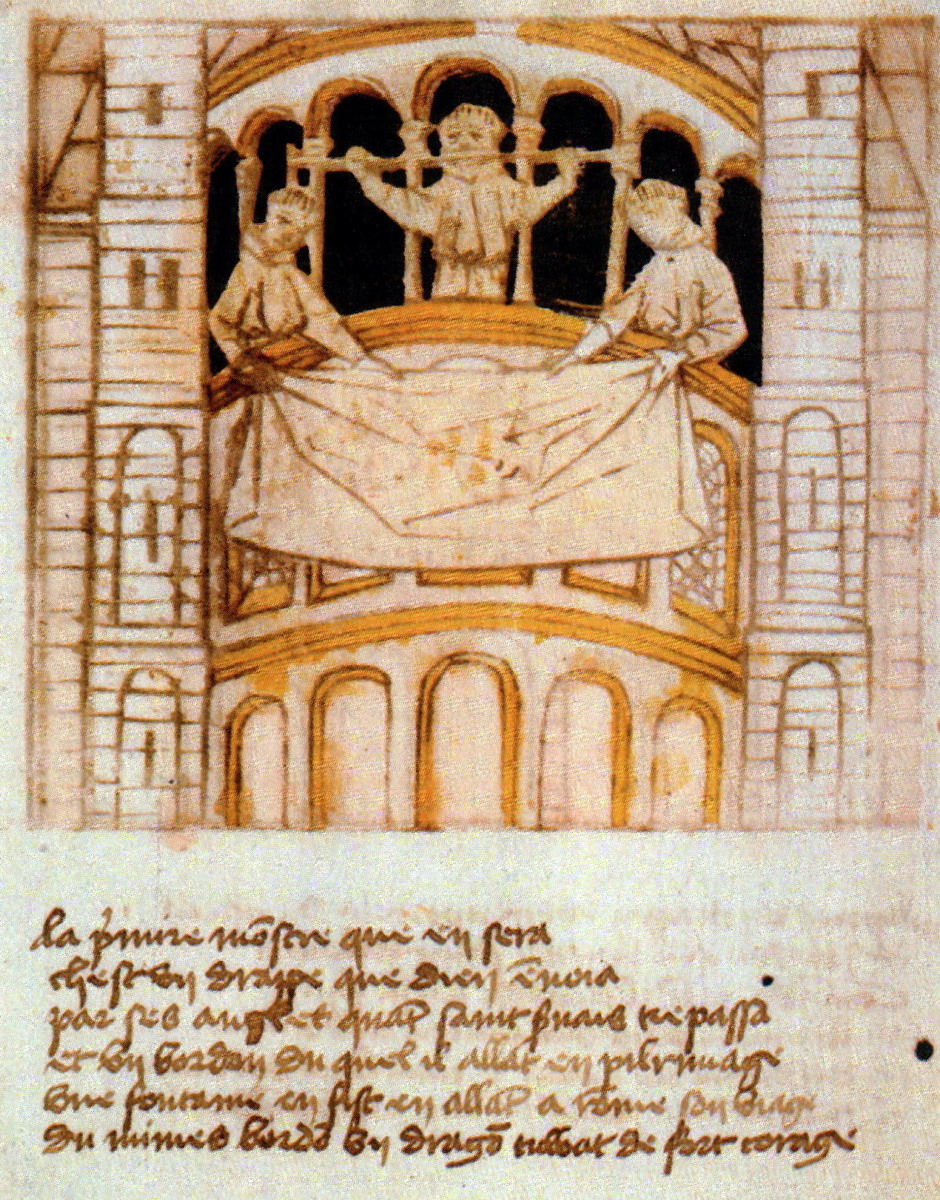
Reliekentoning vanaf de dwerggalerij van de Sint-Servaaskerk tijdens de Maastrichtse Heiligdomsvaart, ca. 1460)

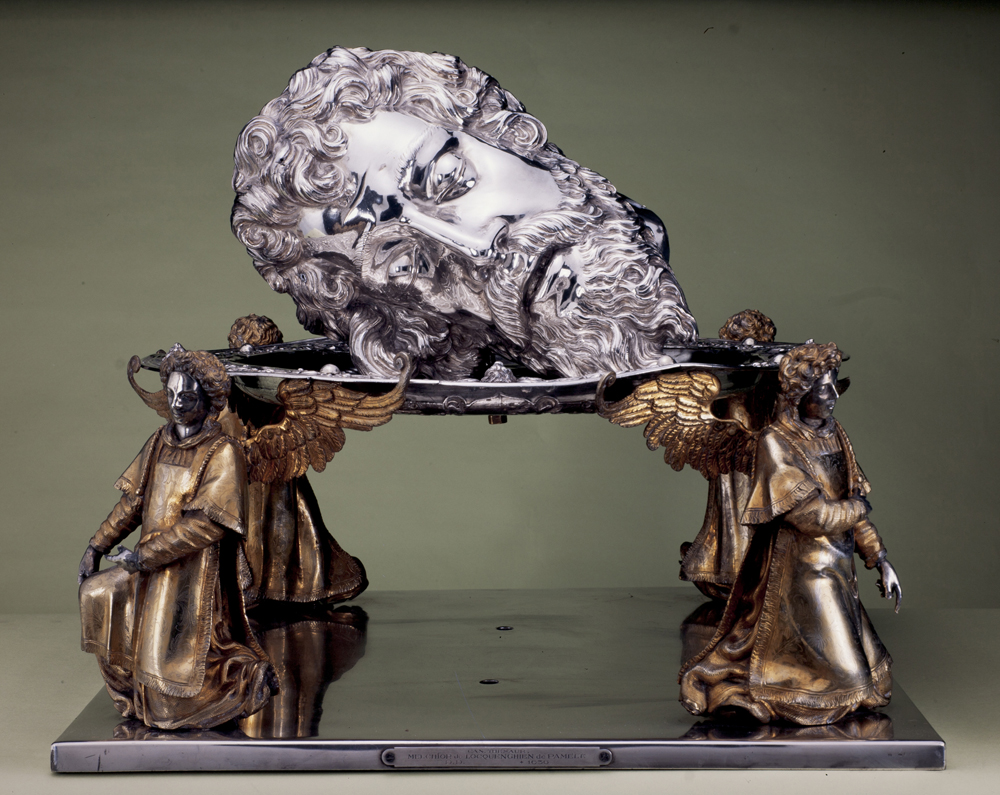
Schedelreliekhouder Johannes de Doper in de Sint-Baafskathedraal in Gent

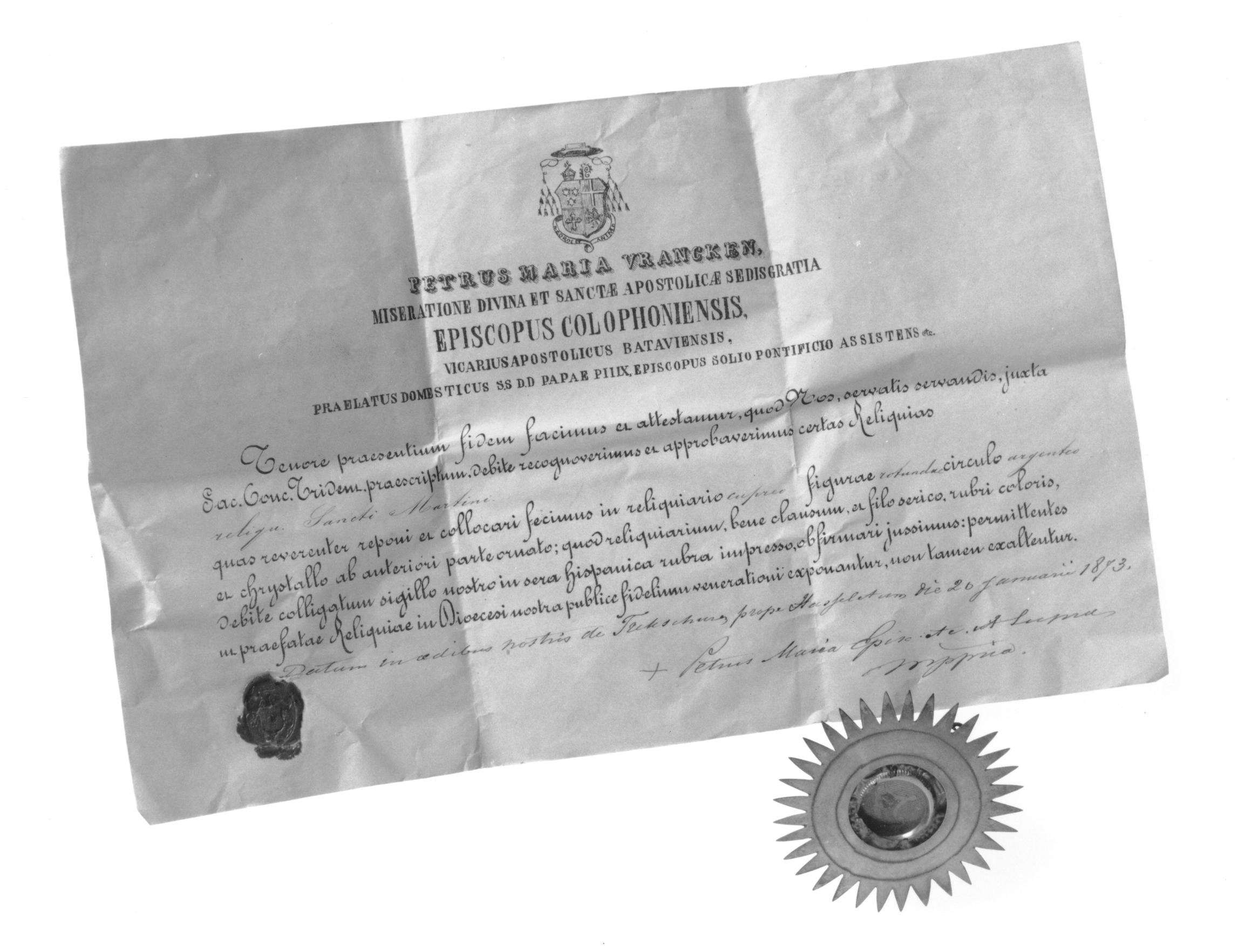
Echtheidsverklaring van relieken

Relikwieën of relieken (Latijn: reliquiae) zijn overblijfselen die binnen bepaalde religies vereerd worden. Met name in het rooms-katholieke en oosters-orthodoxe christendom en in het hindoeïsme en het boeddhisme speelt de verering van relikwieën een belangrijke rol. Binnen sommige stromingen van de islam heeft reliekverering een zekere rol, maar binnen andere stromingen wordt dit afgewezen als afgoderij.

## Relikwieën in het christendom
Binnen het Rooms-katholicisme worden met relikwieën de overblijfselen bedoeld van het lichaam van heiligen of voorwerpen die met het lichaam van Jezus, Maria of een andere heilige in contact zijn geweest.
Dergelijke voorwerpen worden, op volgorde van belang, in drie categorieën ingedeeld:
- Eerstegraads relieken: lichamen of lichaamsdelen van overleden heiligen;
- Tweedegraads relieken: voorwerpen die met Christus of een heilige in contact zijn geweest tijdens hun leven (kleding, schoeisel, gebruiksvoorwerpen, enz.);
- Derdegraads relieken: voorwerpen die met Christus of een heilige in contact zijn geweest na hun dood (de Heilige Lans, lijkwades, aarde uit een graf, enz.).

## Verering
Het vereren van relikwieën is terug te voeren op de vroeg-christelijke gewoonte om de liturgie te vieren boven of nabij het graf van martelaren, bijvoorbeeld in de catacomben in Rome. Toen in later tijden op of nabij de graven van martelaren kerken verrezen, ontstond de gewoonte om relikwieën in het altaar te plaatsen. Deze gewoonte bestaat in katholieke kerken nog steeds. Indien een altaar ontwijd is, dan wordt de reliek terug naar de bisschop gezonden. In het verleden werden wonderdadige krachten toegekend aan de relieken van heiligen. Zij zouden als 'kanaal' van goddelijke macht kunnen optreden (de overleden heiligen verrichten dus niet zelf deze wonderen).
Relieken van een heilige worden vaak op de naamdag van de heilige ter verering aangeboden. In sommige plaatsen komen de gelovigen na de mis naar voren om een theca met daarin de relikwie te kussen. In Lier (Sint-Gummarus) en Brugge (Heilig Bloed) vinden processies plaats, gepaard gaande met uitgebreide feestelijkheden. In andere plaatsen, zoals Aken, Kornelimünster, Susteren, Maastricht en Hoei, worden zevenjaarlijkse heiligdomsvaarten georganiseerd, vaak teruggaand op eeuwenoude tradities. Gedurende de rest van het jaar worden de relieken bewaard in de sacristie of in een beveiligde bewaarplaats, soms onder de hoede van een broederschap, die zich op de devotie van deze heilige heeft toegelegd.

In Nederland en België is de verering van relikwieën op veel plaatsen in onbruik geraakt.

## Handelsverbod
In de late Middeleeuwen vormden relikwieën een bron van levendige handel. Er werden zeer veel misbruiken gepleegd omwille van economische redenen. Hierdoor werden gelovigen niet alleen financieel maar ook spiritueel bedrogen. Het verhandelen van gewijde objecten en relieken in het bijzonder is kerkrechtelijk verboden (simonie). De katholieke kerk verbiedt het handelen in eerste- en tweedegraads relikwieën. Leken mogen in principe geen relieken bewaren in een ongewijde ruimte.
Handel in relikwieën uit de derde graad is wél toegestaan, onder toezicht van de kerkelijke overheid. 
Een relikwie draagt een zegel uit was. Bij het reliek hoort een certificaat of diploma, ook wel echtheidsverklaring genoemd. Zegels en certificaten worden afgegeven door bisschoppen, abten en in het bijzonder de vicaris-generaal van het bisdom Rome. Als de zegel verbroken of niet aanwezig is, is de authenticiteit niet meer aan te tonen. Vaak krijgen bedevaartsoorden nog steeds kostbare relieken toegezonden van populaire heiligen.
Als gevolg van de middeleeuwse reliekenhandel is verering van relikwieën binnen het christendom omstreden. Reliekenverering zou volgens sommigen een voortzetting zijn van heidense afgoderij en heldenverering en zou de aandacht afleiden van God. Veel protestanten wijzen het vereren van relikwieën daarom af. Voorstanders van relikwieënverering zoeken hun rechtvaardiging in diverse Bijbelpassages.

### Beroemde relikwieën wereldwijd
- Relieken die te maken hebben met Christus
  - de relikwieën van het Heilig Kruis
  - het Heilig Bloed van Christus
  - de Heilige Graal
  - de Heilige Lans
  - de Lijkwade van Turijn
  - de Heilige Tuniek van Trier
  - de Zweetdoek van Oviedo
  - het Kleed van Edessa
  - het Kleed van de Maagd Maria
- Relieken van heiligen
  - De gebeenten van de heilige apostelen Petrus en Paulus in Rome
  - Het niet vergane lichaam van de heilige Bernadette van Lourdes in Nevers
  - De relieken van de heilige Theresia van Lisieux in Lisieux
  - Het gebeente van de heilige Hildegard van Bingen in Eibingen
  - De relikwieën van de Drie Koningen in Keulen
  - De schedel van de Heilige Titus in de Agios Titus in Heraklion

### Relikwieën in België
- Relieken die te maken hebben met Christus zelf
  - reliek van het Heilig Bloed te Brugge in de Heilig-Bloedbasiliek in Brugge
  - relieken van het Heilig Kruis in onder andere Luik en Stavelot
- Relieken die te maken hebben met heiligen
  - relieken van Maria in de Onze-Lieve-Vrouwekathedraal in Doornik
  - relieken van de heilige Donatius in de Sint-Salvatorskathedraal in Brugge (voorheen in de Sint-Donaaskathedraal)
  - relieken van de heiligen Bavo en Livinus in de Sint-Baafskathedraal in Gent
  - relieken van de heilige apostel Paulus in de Sint-Pauluskerk te Opwijk
  - relieken van het Heilig Sacrament en van de martelaren van Gorkum in de Kathedraal van Sint-Michiel en Sint-Goedele in Brussel
  - 114 relieken van de metgezellen van de heilige Ursula in de Sint-Quintinuskathedraal in Hasselt (voorheen in de abdij van Herkenrode)
  - relieken van de heiligen Harlindis en Relindis in de schatkamer van de Sint-Catharinakerk in Maaseik
  - relieken van de heilige Hadelinus in de Sint-Martinuskerk in Wezet
  - relieken van de heiligen Domitianus en Meingold in de Onze-Lieve-Vrouwkerk in Hoei
  - relieken van de heilige Remaclus in de Sint-Sebastiaanskerk in Stavelot
  - relieken van de heilige Hubertus in de Basiliek van Sint-Hubertus in Saint-Hubert
  - relieken van de heilige Waldetrudis in de Sint-Waltrudiskerk in Bergen
  - relieken van de heilige Gertrudis in de Sint-Gertrudiskerk in Nijvel

### Relikwieën in Nederland
- Relieken die te maken hebben met Christus zelf
  - het patriarchaalkruis, het borstkruis van Sint-Servaas en andere relieken van het Heilig Kruis in de schatkamers van de Onze-Lieve-Vrouwebasiliek en de Sint-Servaasbasiliek in Maastricht
  - het reliek van het Heilig Kruis in Dordrecht
  - dubbel-reliek Testa, doorn van de doornenkroon en fragment van het Heilige Kruis, in de Co-kathedrale basiliek van de Heilige Nicolaas in Amsterdam
  - relieken van het Heilig Bloed in Boxtel en Boxmeer
- Relieken die te maken hebben met heiligen
  - de gordel van Maria, het Lambertuskleed en andere relieken in de schatkamer van de Onze-Lieve-Vrouwebasiliek in Maastricht
  - relieken van de heilige Servatius, een armbot van de apostel Thomas en andere relieken in de schatkamer van de Sint-Servaasbasiliek in Maastricht
  - de hamer van Sint-Maarten en de kelk van Lebuïnus in het Museum Catharijneconvent in Utrecht
  - het schedeldak van Bonifatius in Dokkum
  - relieken van Amelberga van Susteren, Gregorius van Utrecht, Alberik I van Utrecht, koning Zwentibold en koningin Oda van Saksen in de schatkamer van de Sint-Amelbergabasiliek in Susteren
  - relieken van Werenfridus in Elst, grotendeels vernietigd
  - relieken van Adelbert van Egmond in het altaar van de Sint-Adelbertabdij te Egmond-Binnen
  - relieken van de heilige Lidwina in Schiedam
  - relieken van de heilige Thomas van Kempen in Zwolle
  - relieken van de heilige Martelaren van Gorcum in Den Briel
  - relieken van Petrus Canisius in de kerk aan de Molenstraat in Nijmegen

### Afbeeldingen christelijke relieken

#### Eerstegraads relieken

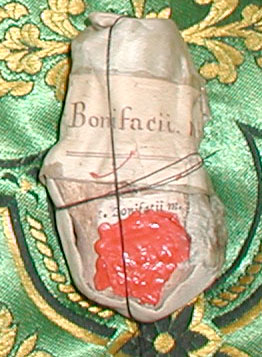
Reliek van Bonifatius, Warfhuizen
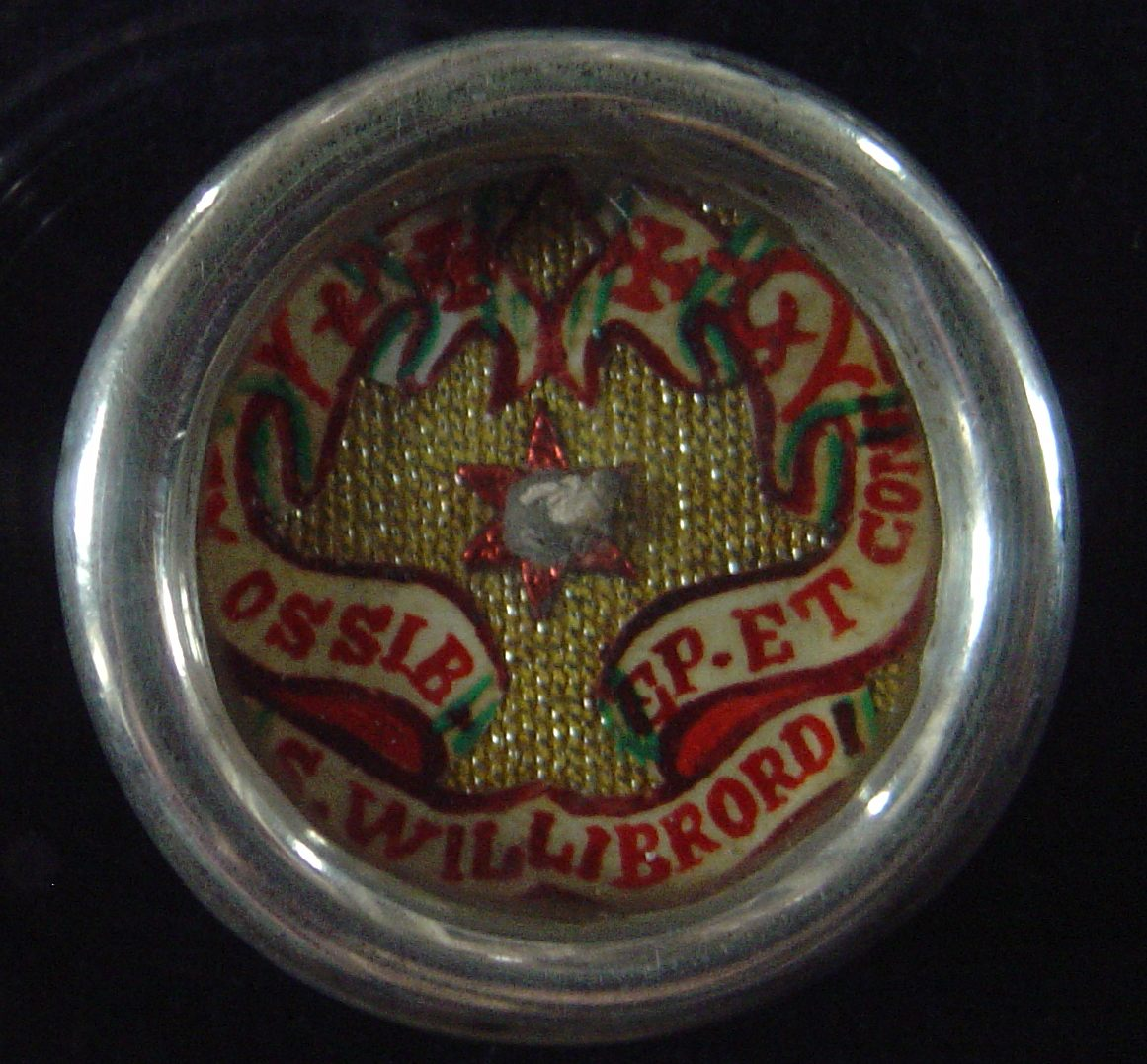
Reliek van Willibrordus, Deurne
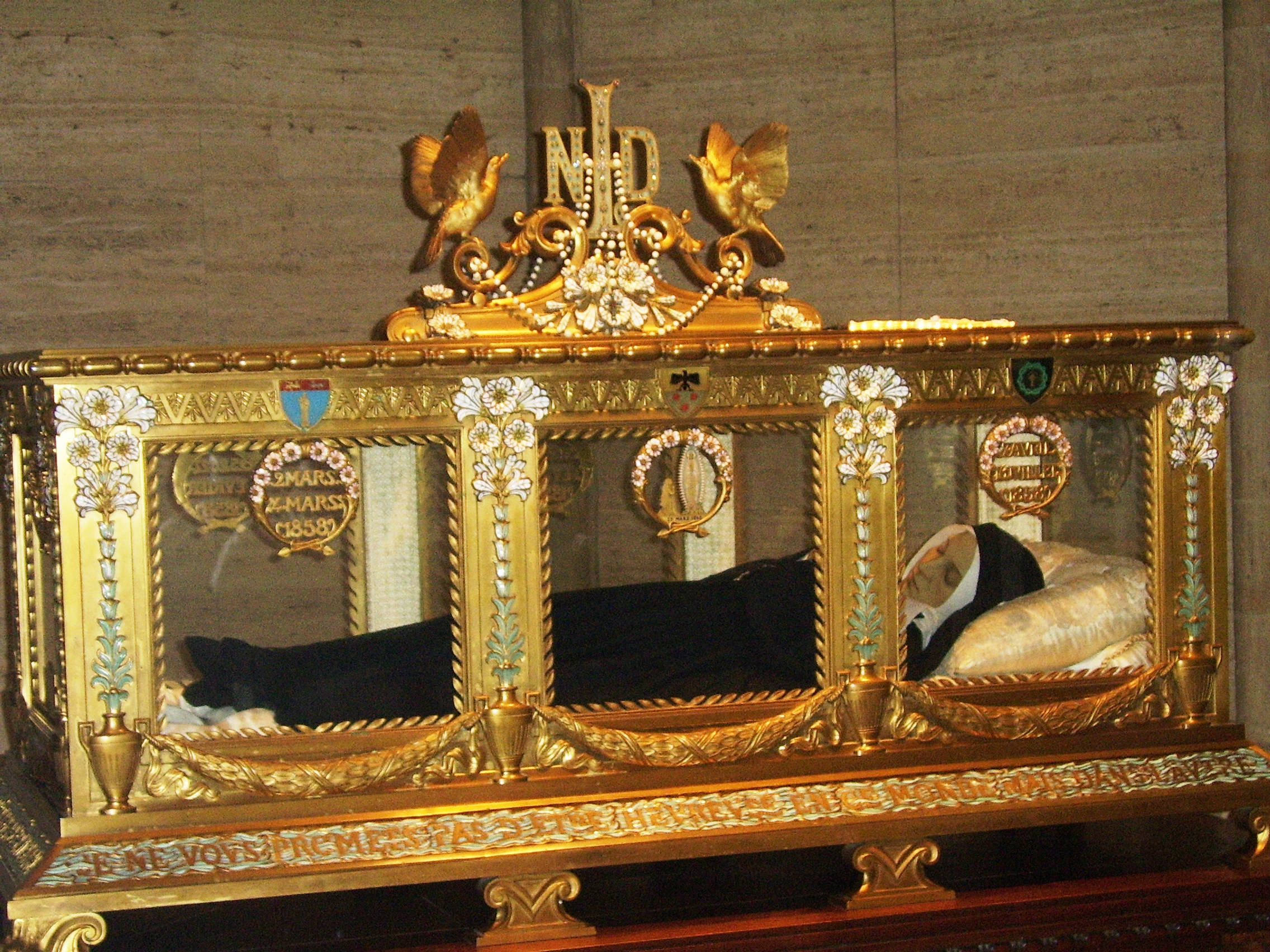
Het niet-vergane lichaam van Bernadette van Lourdes
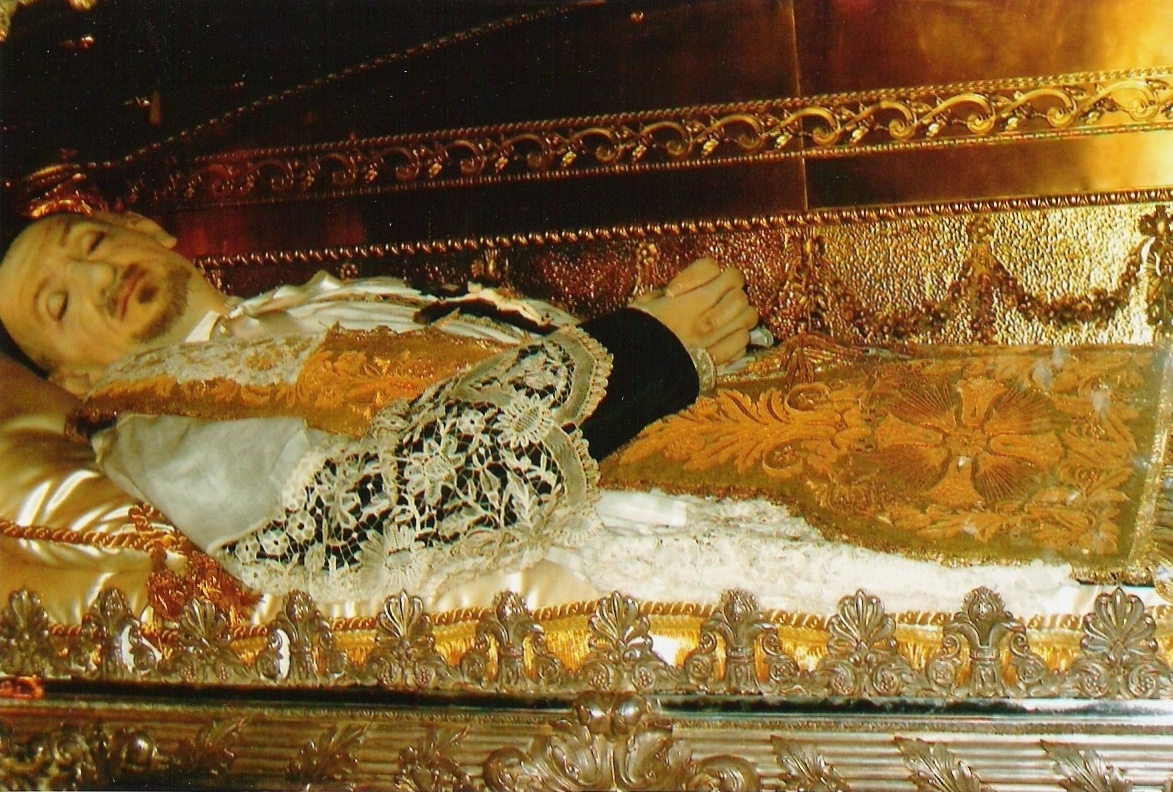
Het niet-vergane lichaam van Vincentius a Paulo

#### Reliekhouders

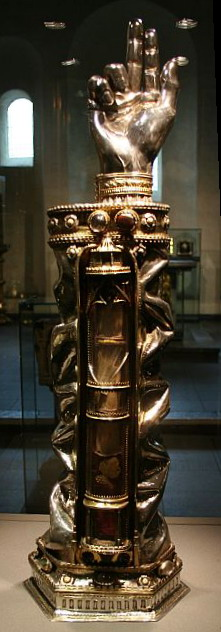
Armreliekhouder Sint-Thomas, Maastricht
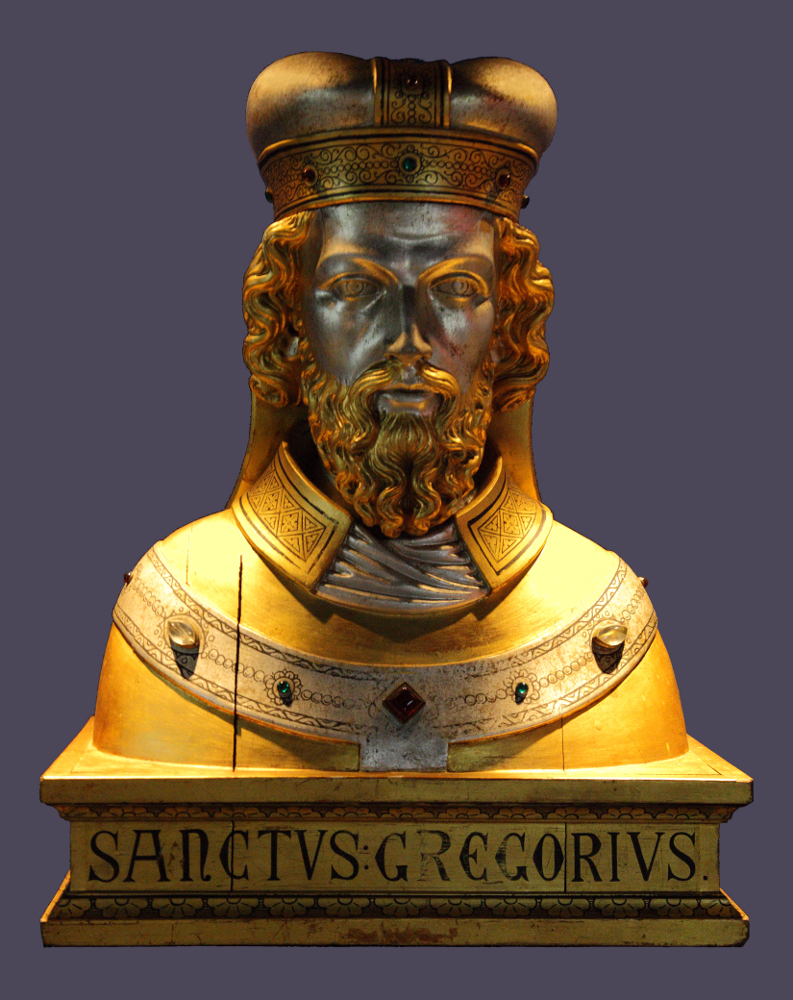
Schedelreliekhouder Gregorius van Utrecht, Susteren
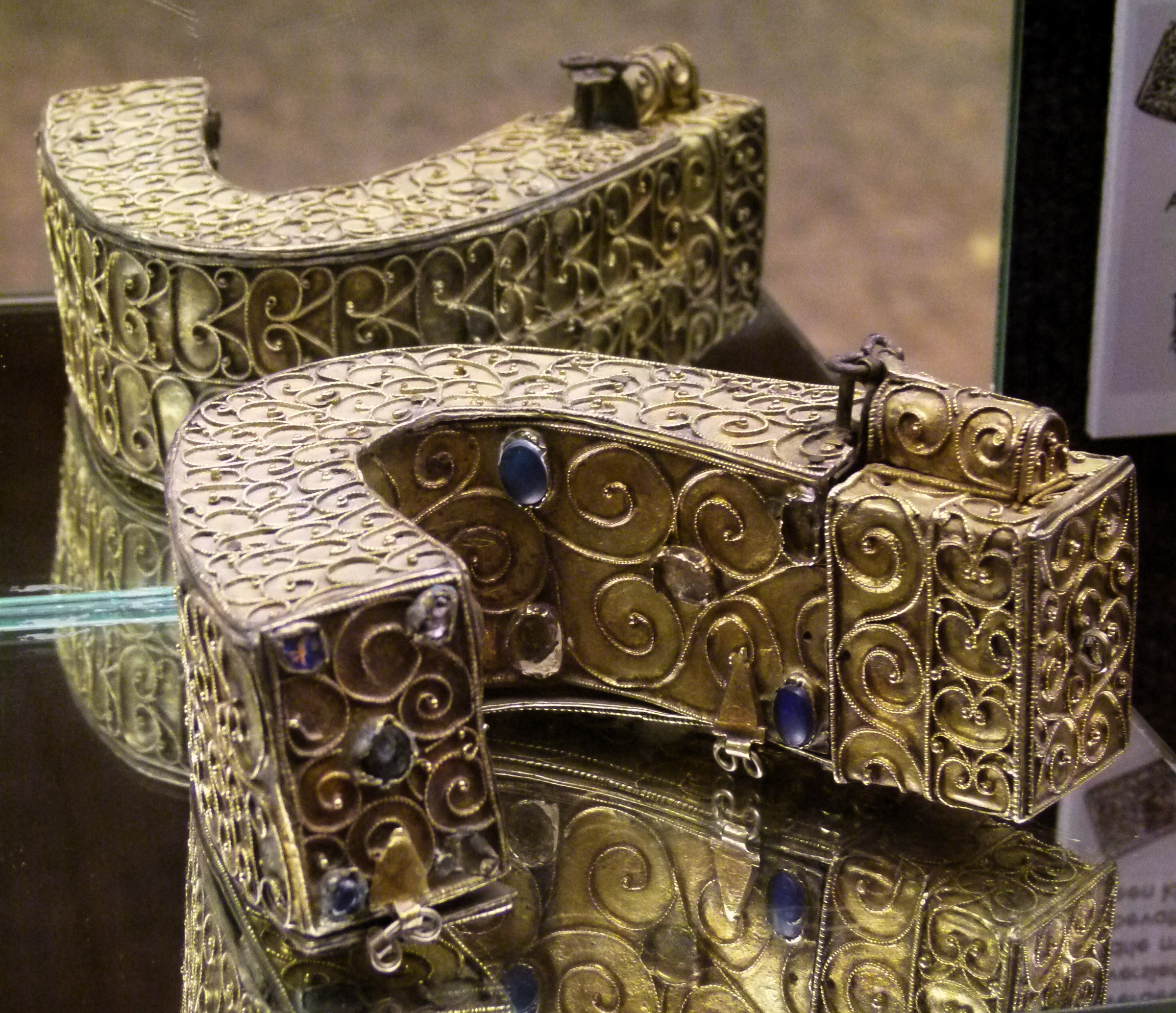
Kaakreliekhouder onbekende heilige, Maaseik
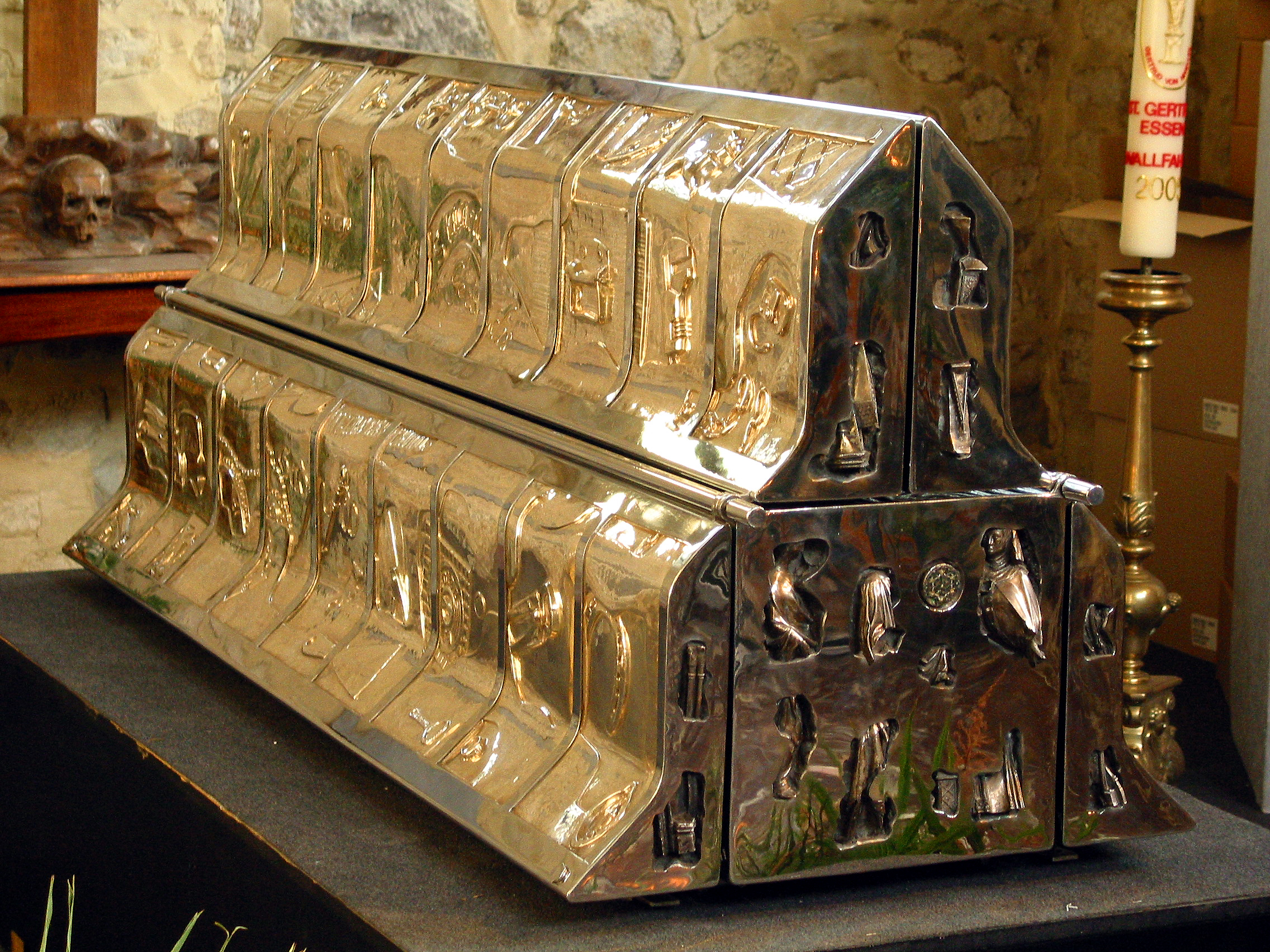
Reliekschrijn Gertude van Nijvel, Nijvel

#### Tweede- en derdegraads relieken

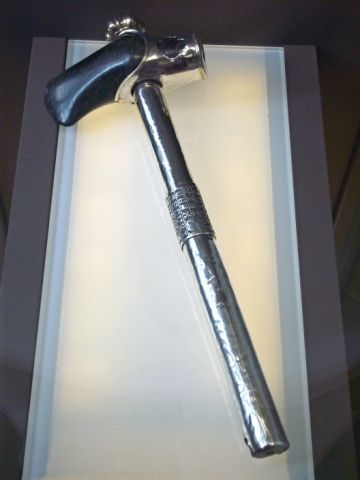
Hamer van Sint-Maarten, Utrecht
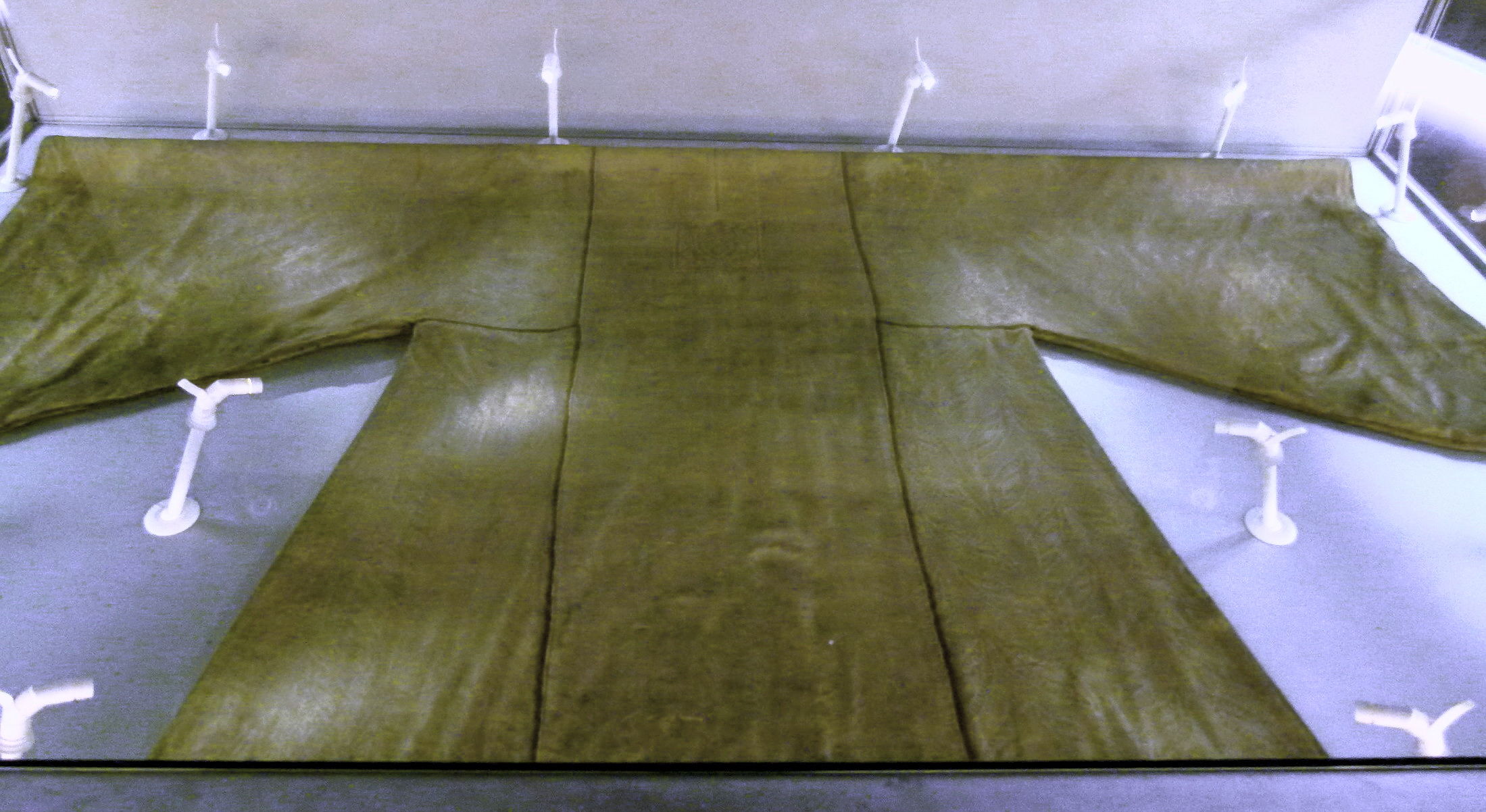
Kleed van Lambertus, Maastricht
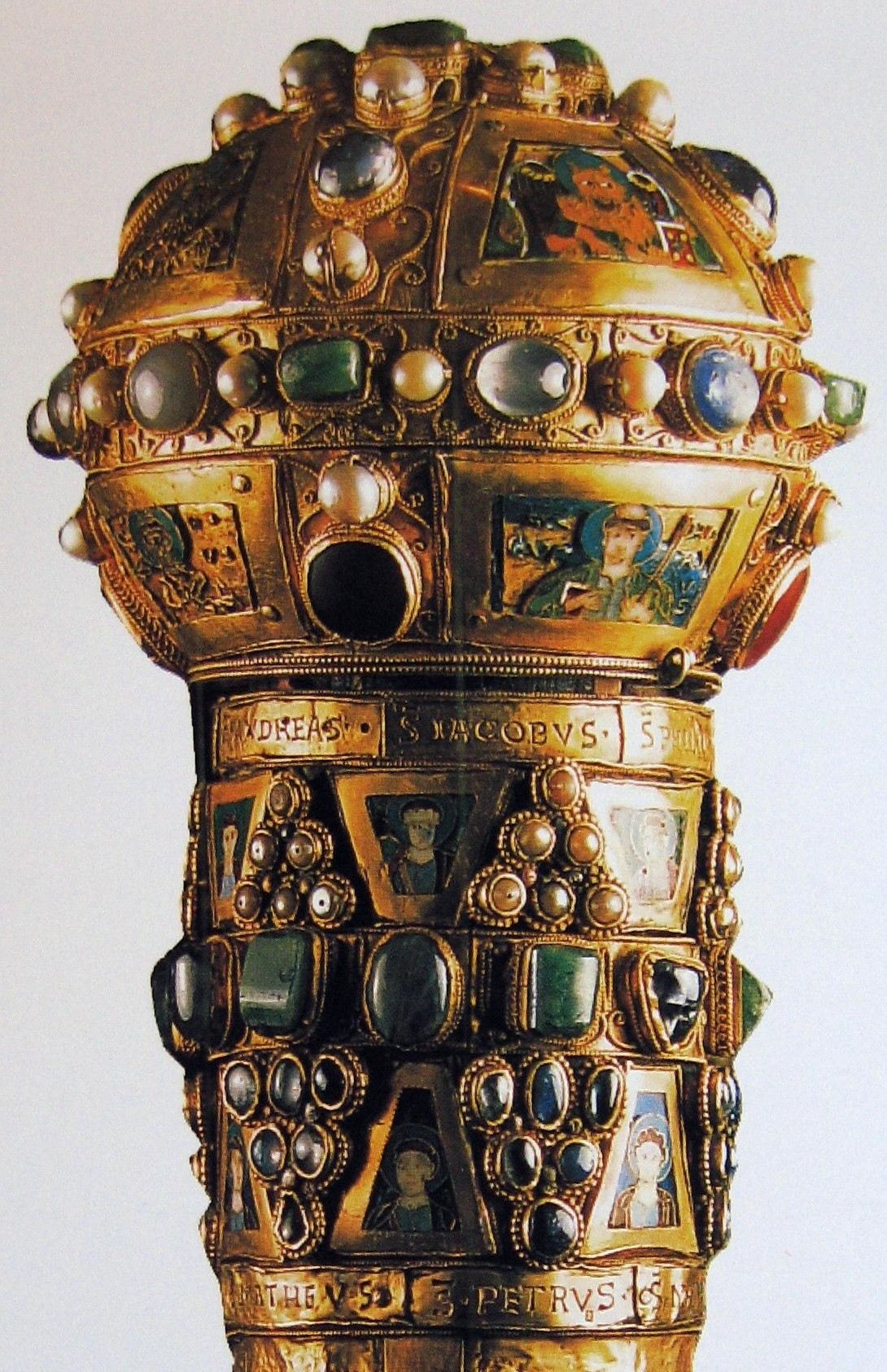
Staf van Petrus, Limburg an der Lahn
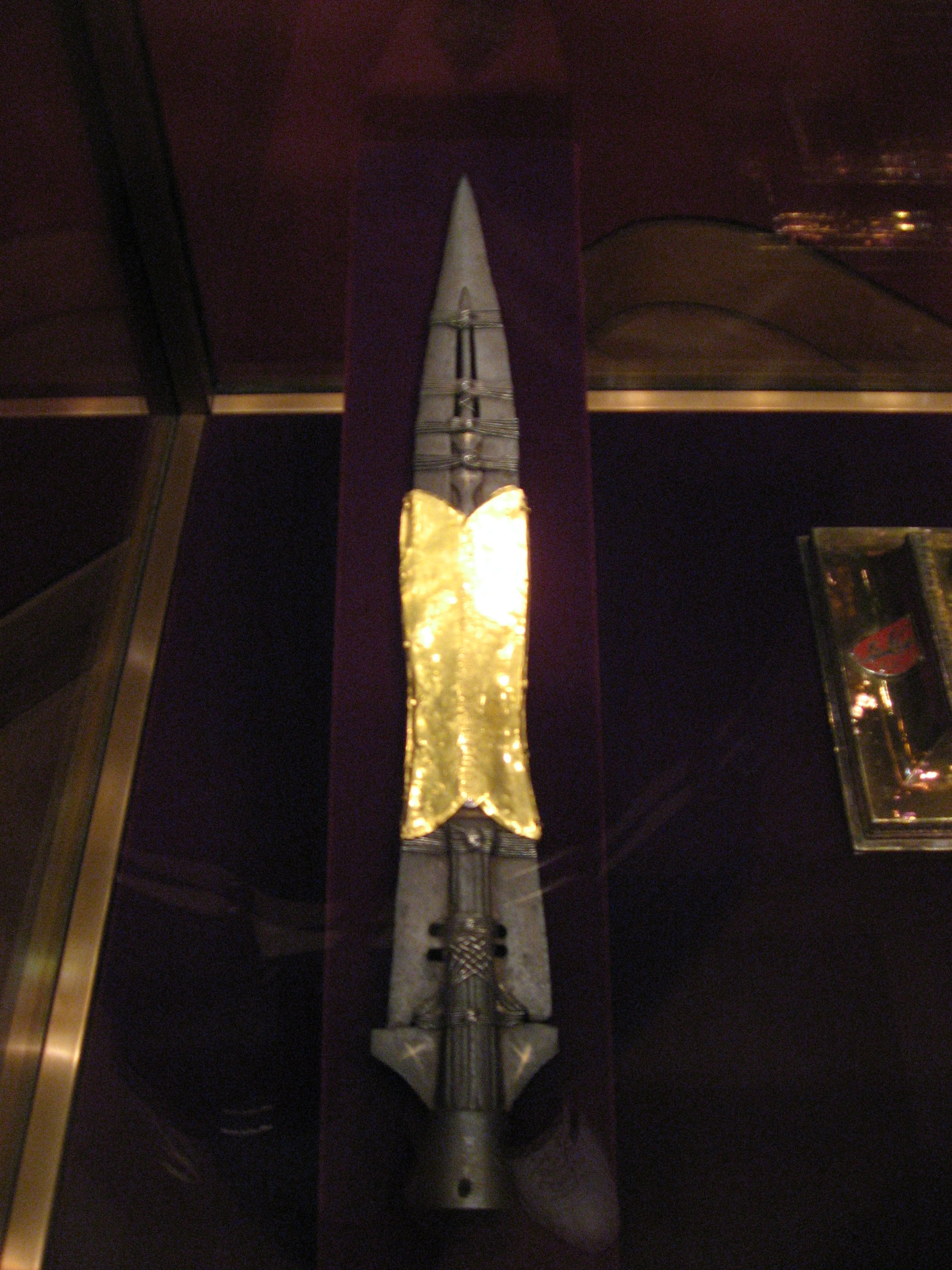
Heilige Lans, Wenen

#### Reliekentoning

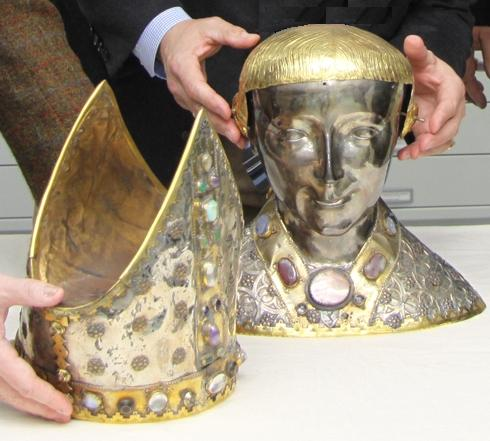
Opening van reliekbuste, Hildesheim (2011)
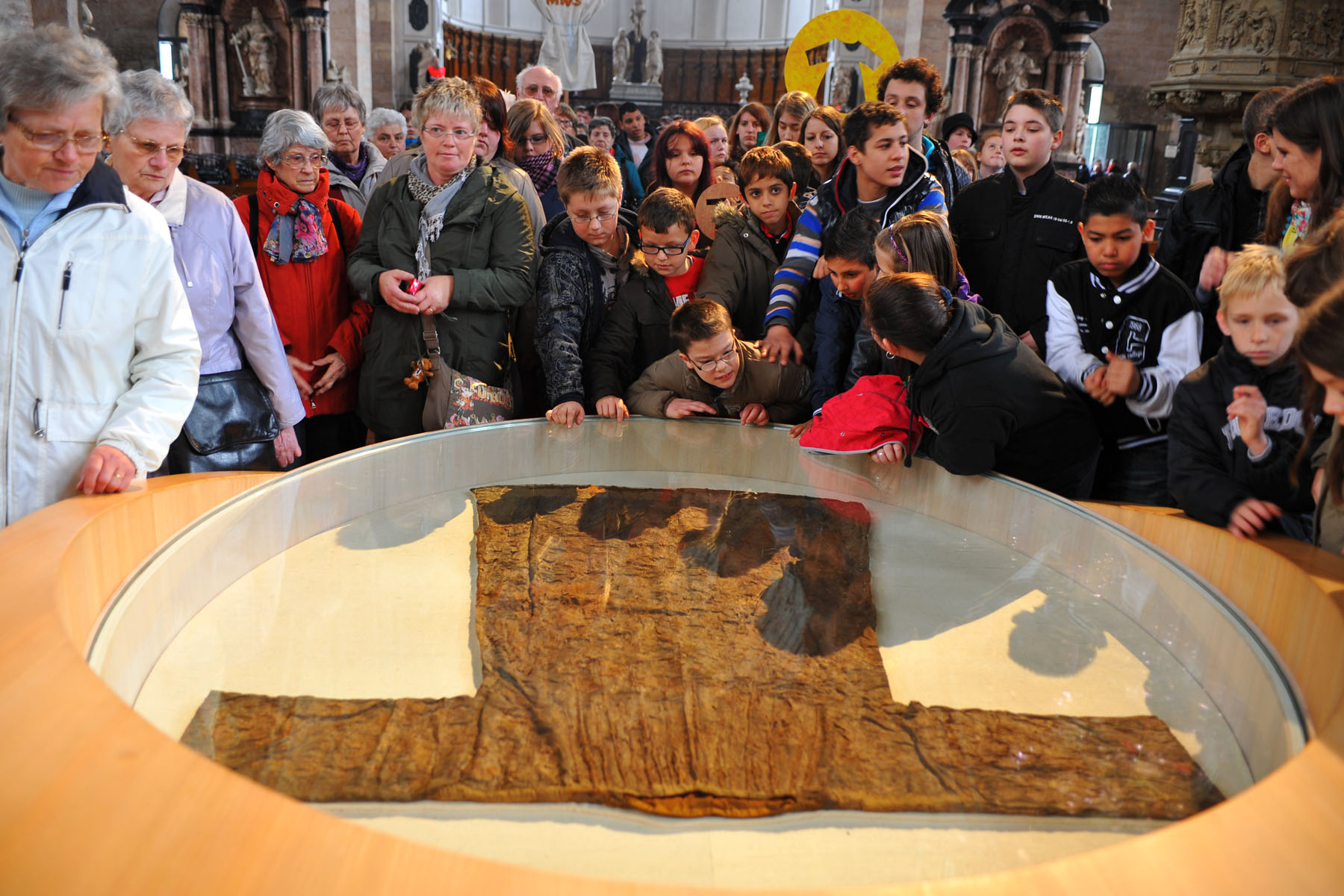
Reliekentoning Heilige Tuniek, Trier (1996)
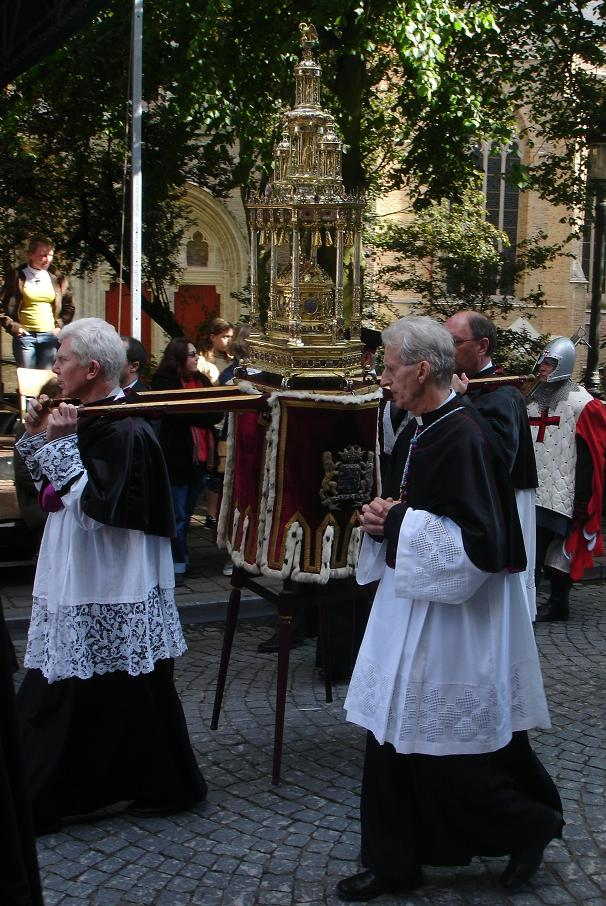
Heilig Bloedprocessie, Brugge (2007)
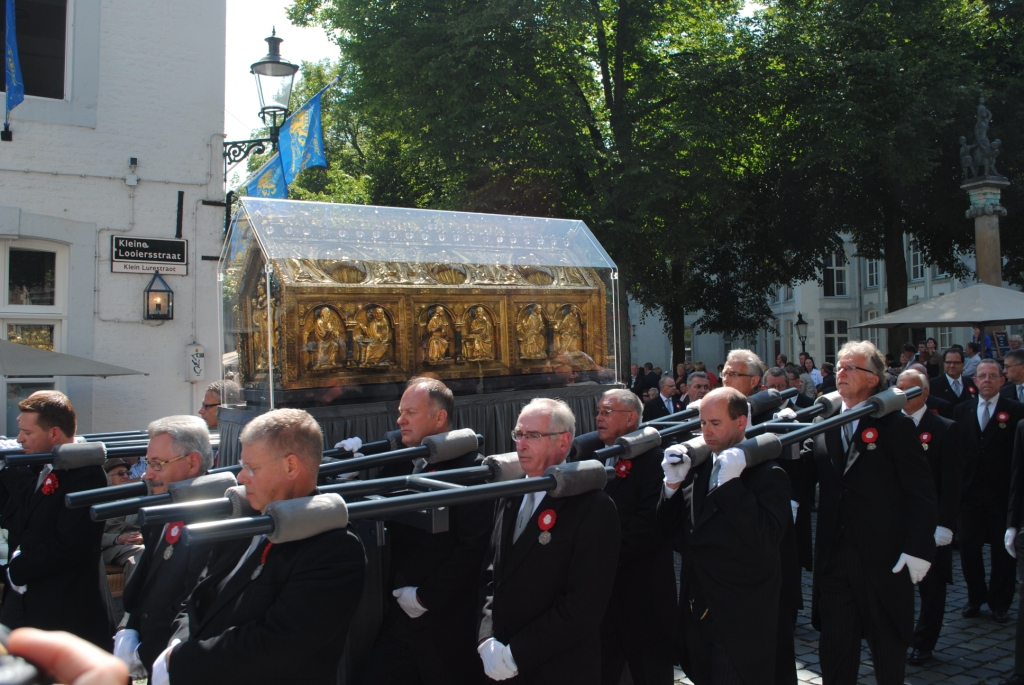
Heiligdomsvaart, Maastricht (2011)

## Relikwieën in andere religies

### Islam
Binnen sommige stromingen van de islam worden ook relikwieën vereerd. In het Topkapıpaleis in Istanboel worden diverse relikwieën van de profeet Mohammed bewaard, zoals een tand van de profeet, een voetafdruk, stof uit zijn graftombe, en de zwaarden van Mohammed. In het Mevlanamuseum in Konya wordt de baard van de profeet bewaard.
Opmerkelijk is de relikwie van Johannes de Doper, die in de Omajjadenmoskee in Damascus wordt bewaard. Hij wordt in de islam, evenals in het christendom, gezien als een van de profeten. In het sjiisme worden de graven van een twaalftal sjiitische imams als heilige plekken beschouwd. Een goede sjiiet heeft als religieuze plicht om alle twaalf graven te bezoeken.
Andere stromingen in de islam, zoals de puriteinse wahabieten en salafisten, beschouwen reliekenverering als afgoderij en verbieden dit gebruik rigoureus. In de Moskee van de Profeet in Medina, in het streng-wahabietische Saoedi-Arabië, is het graf van de profeet Mohammed zelfs door de religieuze autoriteiten aan het oog van het publiek onttrokken door de zogenaamde 'groene koepel', zodat het graf niet aangeraakt kan worden.

### Boeddhisme
Ook in het boeddhisme worden relieken bewaard en vereerd. Bekend is de tand van Boeddha die in de Sri Dalada Maligawatempel ("Heilige Tandtempel") op Sri Lanka wordt bewaard. 
Ook werd in 1987 een vingerkootje van de stichter van het boeddhisme teruggevonden in Baoji, waar het volgens de overlevering sinds 874 had gelegen in een ondergrondse hall vol relikwieën. Sindsdien werd het bewaard in de Famen-tempel, totdat het in 2009 werd overgebracht naar een speciaal gebouwde stoepa.
Een Boeddhistische relikwie wordt sirira genoemd. Een Tibetaanse gau is een draagbare reliekhouder waarin relikwieën zoals botdelen, haren of fragmenten van kleding van overleden leraren, of religieuze teksten of geneeskrachtige kruiden worden bewaard. Een tsatsa is een klein votief- of offertabletje, dat gebakken is van klei die soms wordt vermengd met de as van een overleden tulku.

### Afbeeldingen niet-christelijke relieken

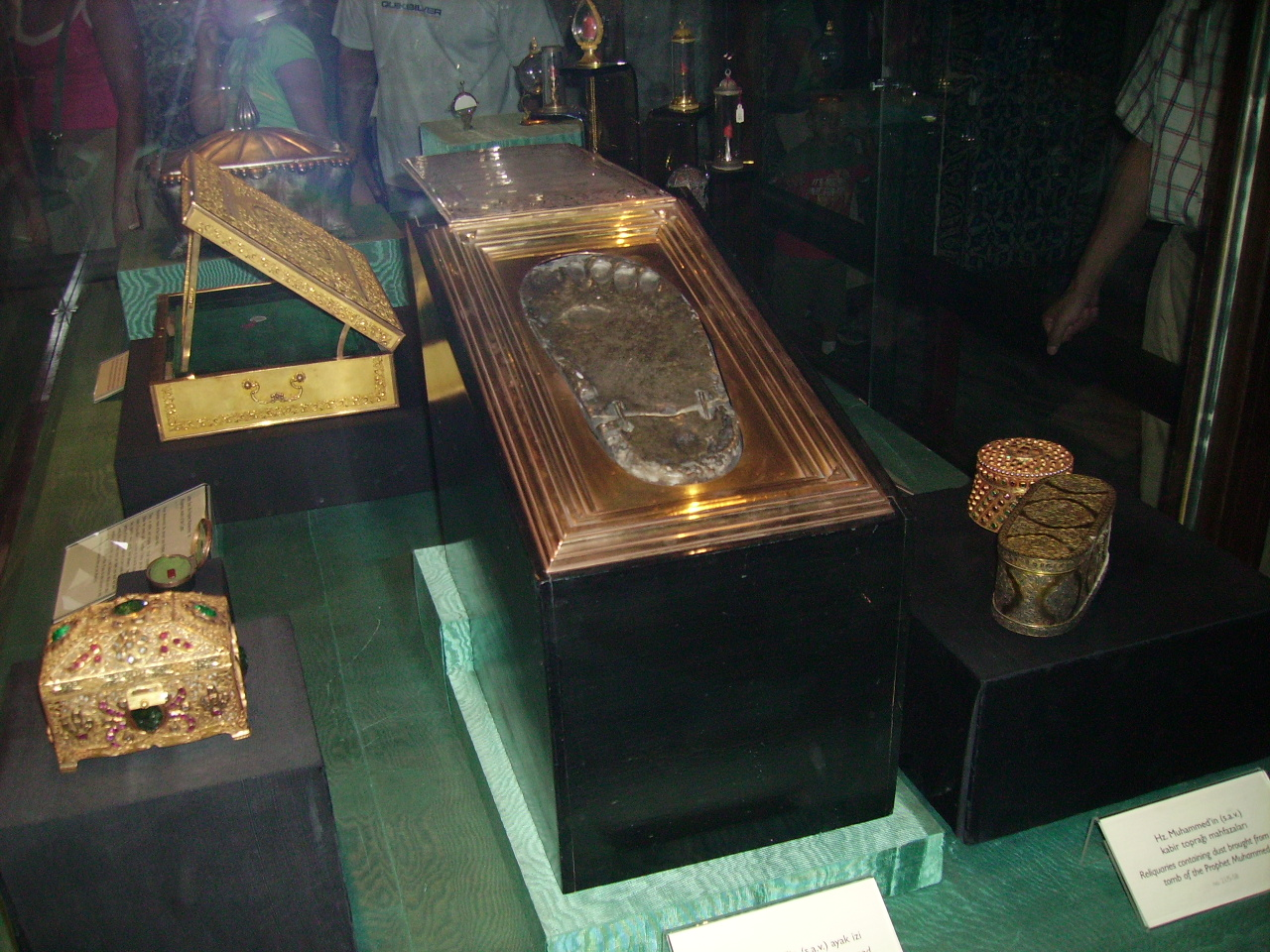
Voetafdruk van Mohammed, Istanboel
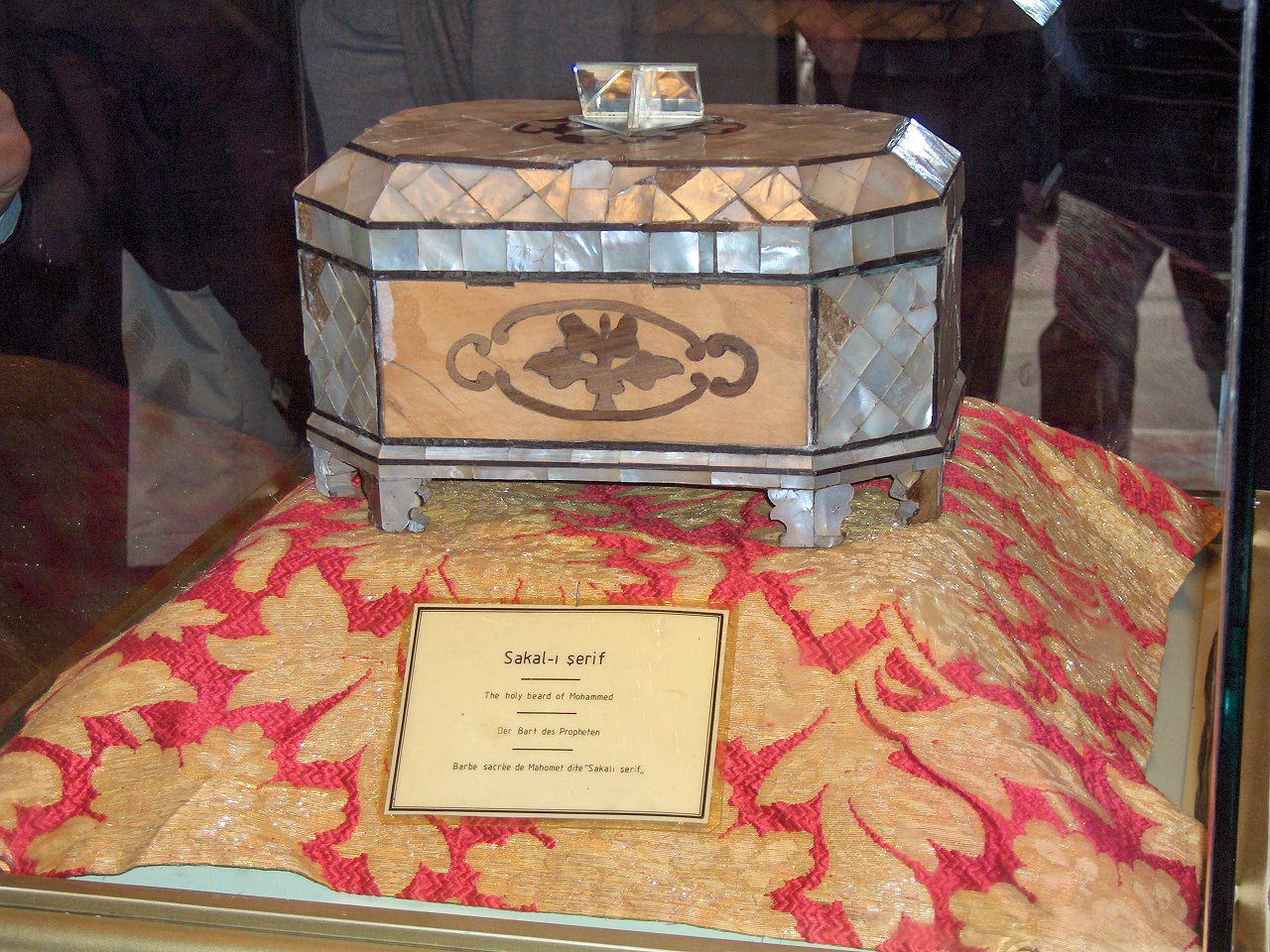
Baard van Mohammed, Konya
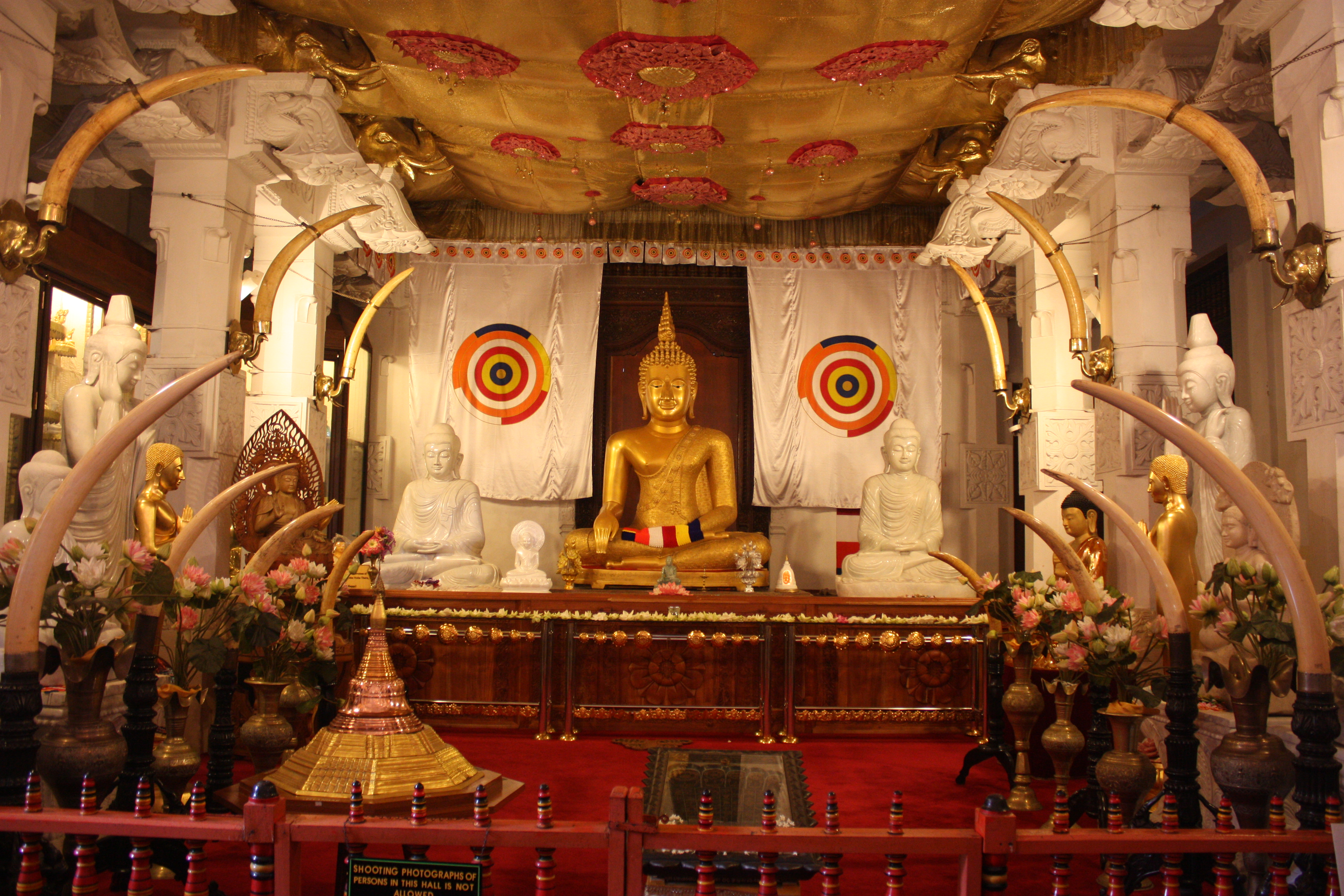
Tand van Boeddha, Sri Lanka
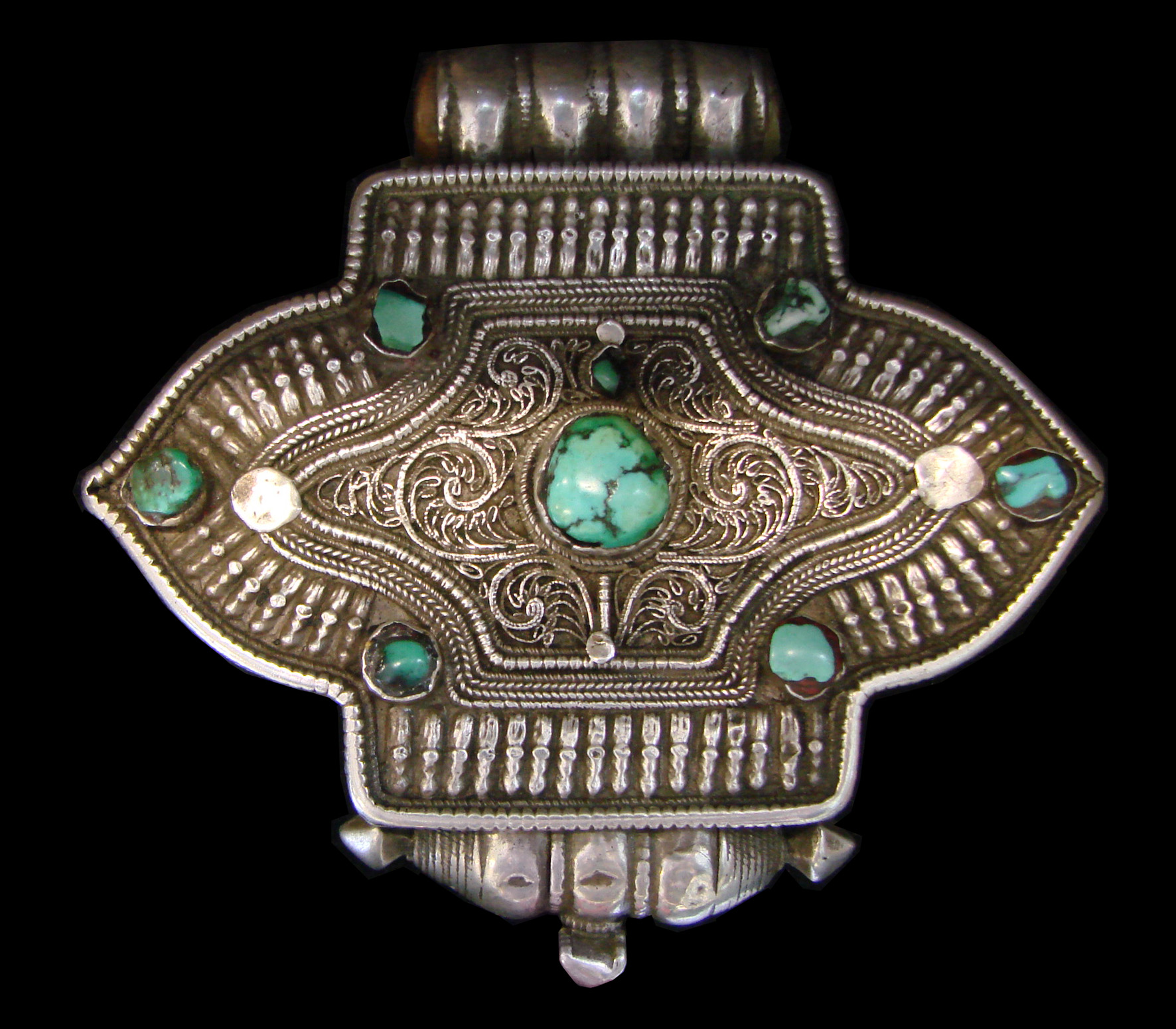
Tibetaanse gau